# 酸性試験
酸性試験（さんせいしけん）、酸性テスト（さんせいテスト、英語: acid test）は、酸を用いて何らかの化学物質の分析や、試金のことであり、最も一般的には、また歴史的には、強酸を用いて卑金属と金を判別することを意味する。さらに比喩的には、人の性格や、製品の性能など、何かにとって決定的に重大な判定を下す試験を意味する。

## 化学
金の判定を行う酸性試験は、金が貴金属であり、腐食、酸化還元反応、酸による変化に耐性があるというところに焦点がある。金の判定を行う酸性試験では、まず、金色の物質を黒い石を当てて擦り、容易に目に見える印をつける。この印に硝酸をかけると、金以外の物質は何であっても溶けてしまう。もし印がそのまま残るのであれば、次に王水（硝酸と塩酸の混合液）をかける。もし印が溶けて消えれば、これは金が王水に溶けたことを意味し、試された物質が本物の金であったことが証明される。より厳密に、純度を計測した場合には、王水の強度を調整し、既知の純度の金との比較を行う。

## 比喩的な意味
人の性格の判定や、何らかの物についての重要な試験といった、この表現の比喩的な意味は、カリフォルニア・ゴールドラッシュ以降に広く用いられるようになったが、それ以前にも用いられており、例えば、1845年9月のウィスコンシン準州の新聞『ザ・コロンビア・レポーター (The Columbia Reporter)』の記事には「Twenty-four years of service demonstrates his ability to stand the acid test, as Gibson’s Soap Polish has done for over thirty years.（24年間の仕事ぶりは、彼が酸性試験に耐えられることを示しており、それは30年以上やってきたキブソンのソープ・ポリッシュと同じことだ。）」という文章が見つかっている。
比喩的な意味での用法の例としては、ウェブサイトであるAcid1、Acid2、Acid3 があり、種々のウェブブラウザが現状のウェブ標準に適合しているかの判断に用いられる。また、証券アナリストが企業の支払能力（流動性）の判定に用いる当座比率は、「酸性試験比率」とも称される。
この表現を幻覚剤LSDの体験を意味する用語として用いた「アシッド・テスト (Acid Tests)」は、メリー・プランクスターズによって広められたが、この表現は、このドラッグを「アシッド/酸 (acid)」と呼んだことに由来している。